# 巴爾薩爾縣
1°23′S 79°54′W / 1.383°S 79.900°W
巴爾薩爾縣（西班牙語：Cantón Balzar），是厄瓜多爾的縣份，位於該國中部，由瓜亞斯省負責管轄，始建於1903年9月26日，面積1,173平方公里，2001年人口48,470，人口密度每平方公里41.32人。